# Go Figure
Go Figure ("Minha Vida é Vencer" (BR)) é um filme da Disney Channel lançado em 2005.
O filme trata de uma garota que sempre teve o sonho de patinar em um concurso de patinação artística. Mas o colégio para o qual foi mandada não oferece bolsa de estudo para patinação artística, então ele terá que jogar hóquei para poder patinar. Ela se apaixona tanto pelo hóquei que acaba ficando em duvida se escolher o hóquei ou a patinação artistica.

## Elenco
- Jordan Hinson - Katelin Kingsford
- Whitney Sloan - Amy "Hollywood" Henderson
- Cristine Rose - Natasha Goberman
- Ryan Malgarini - Bradley Kingsford
- Tania Gunadi - Mojo
- Amy Halloran - Ronnie
- Brittany Curran - Pamela
- Sabrina Speer - Shelby Singer
- Jake Abel - Spencer
- Kristi Yamaguchi - Ela mesma
- Jodi Russell - Linda Kingsford
- Curt Dousett - Ed Kingsford
- Paul Kiernan - Coach Reynolds
- Morgan Lund - Bob
- Austin Jepson - Hooner (Austin B. Jepson)
- Anne Sward - Ginger
- Shauna Thompson - Técnica assistente Grace
- Kadee Leishman - Heather